# Virginia Slims of Denver 1972
Il Virginia Slims of Denver 1972 è stato un torneo di tennis giocato sul cemento. È stata la 1ª edizione del torneo, che fa parte del Virginia Slims Circuit 1972. Si è giocato a Denver negli USA dal 14 al 20 agosto 1972.

## Campionesse

### Singolare
Nancy Richey ha battuto in finale  Billie Jean King con il punteggio di 1–6, 6–4, 6–4

### Doppio
Françoise Dürr /  Lesley Hunt hanno battuto in finale  Helen Gourlay-Cawley /  Karen Krantzcke con il punteggio di 6–0, 6–3